# Vincent Peeters (basketballer)
Vincent Peeters (1 januari 1999) is een Belgisch basketballer.

## Carrière
Peeters speelde in de jeugd van BC Campinia Dessel-Retie, Vabco Mol BBC en Antwerp Giants. Hij maakte in 2017 zijn debuut in de hoogste klasse bij de Antwerp Giants maar kan zich nooit doorzetten en in 2020 maakt hij de overstap naar tweede klasser Oxaco Boechout. In 2021 maakte hij de overstap naar reeksgenoot Kontich Wolves. In 2023 maakte hij de overstap naar Phantoms Basket Boom.
Hij werd in 2017 wereldkampioen bij de U18 in het 3×3-basketbal. Hij won datzelfde jaar ook de Europe Cup in dezelfde categorie.